# Seychellsångare
Seychellsångare (Acrocephalus sechellensis) är en fågel i familjen rörsångare inom ordningen tättingar.

## Utseende och läten
Seychellsångaren är en medelstor (14 cm) rörsångare. Fjäderdräkten är olivbrun, med ljust beigegul undersida och ett svagt beigefärgat ögonstreck. Näbben är lång och hornfärgad med hudfärgad näbbrot. Benen är blågrå. Sången beskrivs som melodisk med raska tjattrande ljud.

## Utbredning och status
Seychellsångaren förekom förr på ett stort antal öar i Seychellerna med en population på cirka 30.000 individer, men påverkades starkt av störningar från människan på 1900-talet. Mellan 1920 och 1988 förekom den endast på den lilla ön Cousin. Från en lägstanivå på endast 30 individer 1968 har arten ökat i antal efter bevarandeåtgärder. Den har även lokaliserats till ytterligare fyra öar: Aride, Cousine, Denis och Frégate. Idag uppskattas världspopulationen till 3000 vuxna individer och den tros öka i antal. Internationella naturvårdsunionen IUCN kategoriserar den som  nära hotad.

### Familjetillhörighet
Rörsångarna behandlades tidigare som en del av den stora familjen sångare (Sylviidae). Genetiska studier har dock visat att sångarna inte är varandras närmaste släktingar. Istället är de en del av en klad som även omfattar timalior, lärkor, bulbyler, stjärtmesar och svalor. Idag delas därför Sylviidae upp i ett flertal familjer, däribland Acrocephalidae.